# Ryton-on-Dunsmore
Koordinaten: 52° 22′ N, 1° 26′ W
Ryton-on-Dunsmore ist ein Dorf und Civil Parish im Borough of Rugby in Warwickshire. Es liegt südöstlich von Coventry. Die Volkszählung 2022 ergab eine Zahl von 1.829 Einwohnern. Die Fernstraße A45 führt durch den Ort.
Garden Organic, der wichtigste gemeinnützige Verein des Vereinigten Königreiches zur Erforschung des ökologischen Gartenbaus, hat einen 40.000 m² großen Demonstrationsgarten im Ort. Der Landschaftsgarten Ryton Pools Country Park liegt ca. 1,5 km südwestlich des Ortes.

## Persönlichkeiten
Der Cyborg-Wissenschaftler Kevin Warwick wuchs in den 1960er-Jahren im Ort auf und ging in die örtliche Grundschule. Die Association of Chief Police Officers Vehicle Crime Intellegence Service hat ihren Sitz am Ort.

## Das Automobilwerk

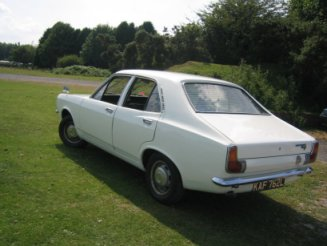
Diese Hillman Avenger Limousine (1972) wurde im Werk in Ryton-on-Dunsmore gebaut.

Nordwestlich des Ortes war mehr als 60 Jahre eine Automobilfabrik ansässig. Das Ende 2006 geschlossene Werk lag zwischen der A45 (London Road) und der A423 (Oxford Road).
Die Fabrik wurde 1940 während des Zweiten Weltkrieges von der Rootes-Gruppe für den Bau von Flugmotoren und Bristol-Blenheim-Bombern errichtet. Zum Werk gehörte daher auch ein Flugplatz. Nach dem Krieg wurde es das Stammwerk der Rootes-Gruppe und stellte u. a. Hillman-Pkw her. Als das Unternehmen in den 1960er-Jahren in wirtschaftliche Schwierigkeiten geriet, übernahm der US-amerikanische Automobilhersteller Chrysler die Rootes-Gruppe und damit auch das Werk. Chrysler United Kingdom hatte in den 1970er-Jahren ebenfalls finanzielle Probleme und wurde 1978 mit dem Werk für den symbolischen Preis von einem US-Dollar an Peugeot verkauft.
Am 28. Oktober 1985 begann der Bau des Peugeot 309 und Ende 1987 kam der Peugeot 405 dazu. Als Anfang 1993 die Fertigung des 309 eingestellt wurde, nahm der Peugeot 306 seinen Platz ein und war das wichtigste Modell des Werkes, nachdem der 405 im Herbst 1995 eingestellt wurde. Die zweite Produktionsstraße wurde im Sommer 1998 wiederbelebt, um den Peugeot 206 zu bauen. Nachdem der 306 im Frühjahr 2001 eingestellt wurde, verblieb nur noch die Fertigung des 206 in Ryton-on-Dunsmore.
Im April 2006 entschloss sich Peugeot, das Werk im Laufe des Jahres 2007 zu schließen. Tatsächlich erfolgte die Schließung bereits am 12. Dezember 2006 und das Gelände wurde im März 2007 an die Grundstücksverwertung Trenport Investments Ltd. als Industriegelände verkauft. Der Abbruch des Werkes begann am 12. November 2007.

### Peugeot-Automobile aus Ryton-on-Dunsmore

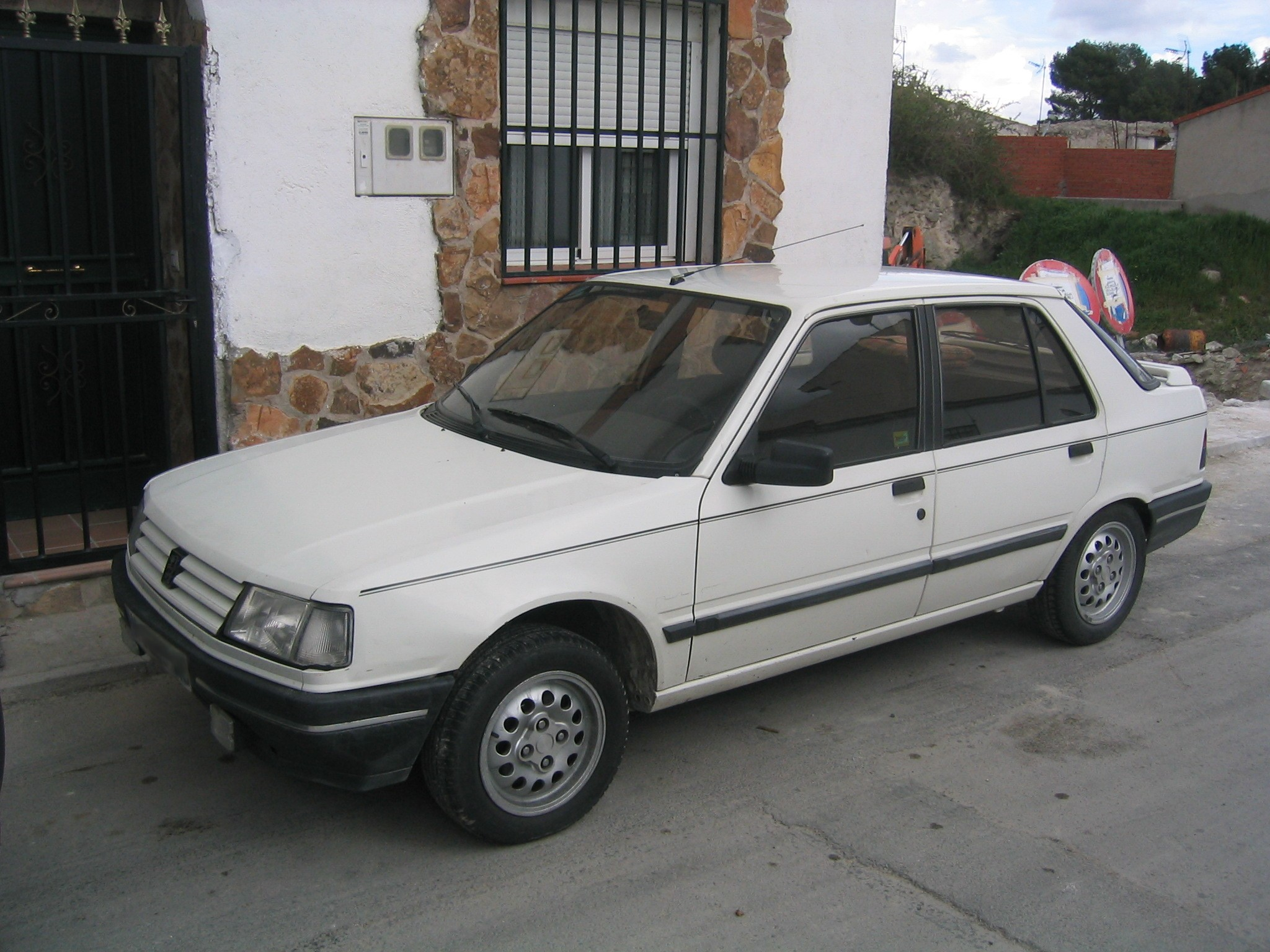
Peugeot 309
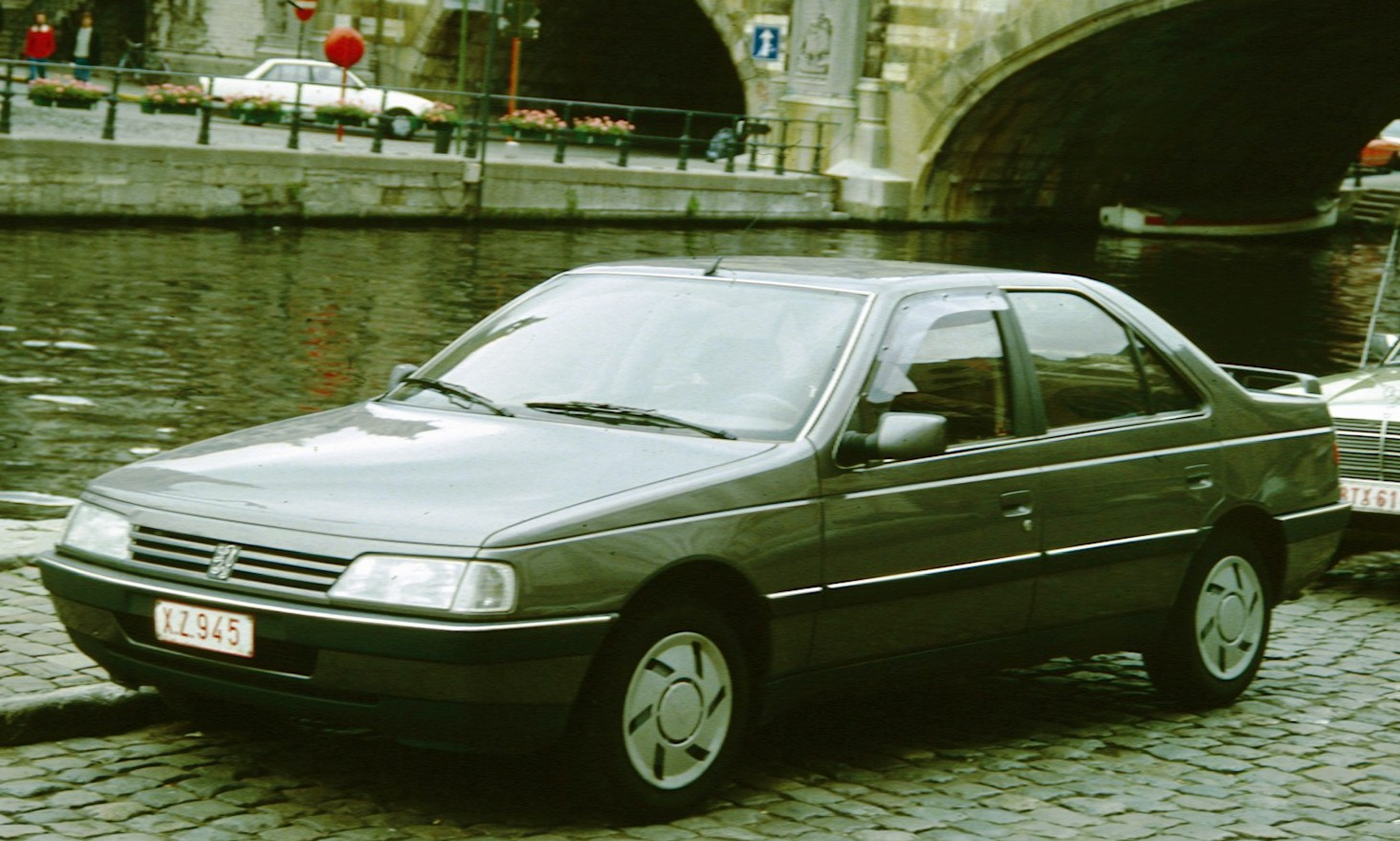
Peugeot 405
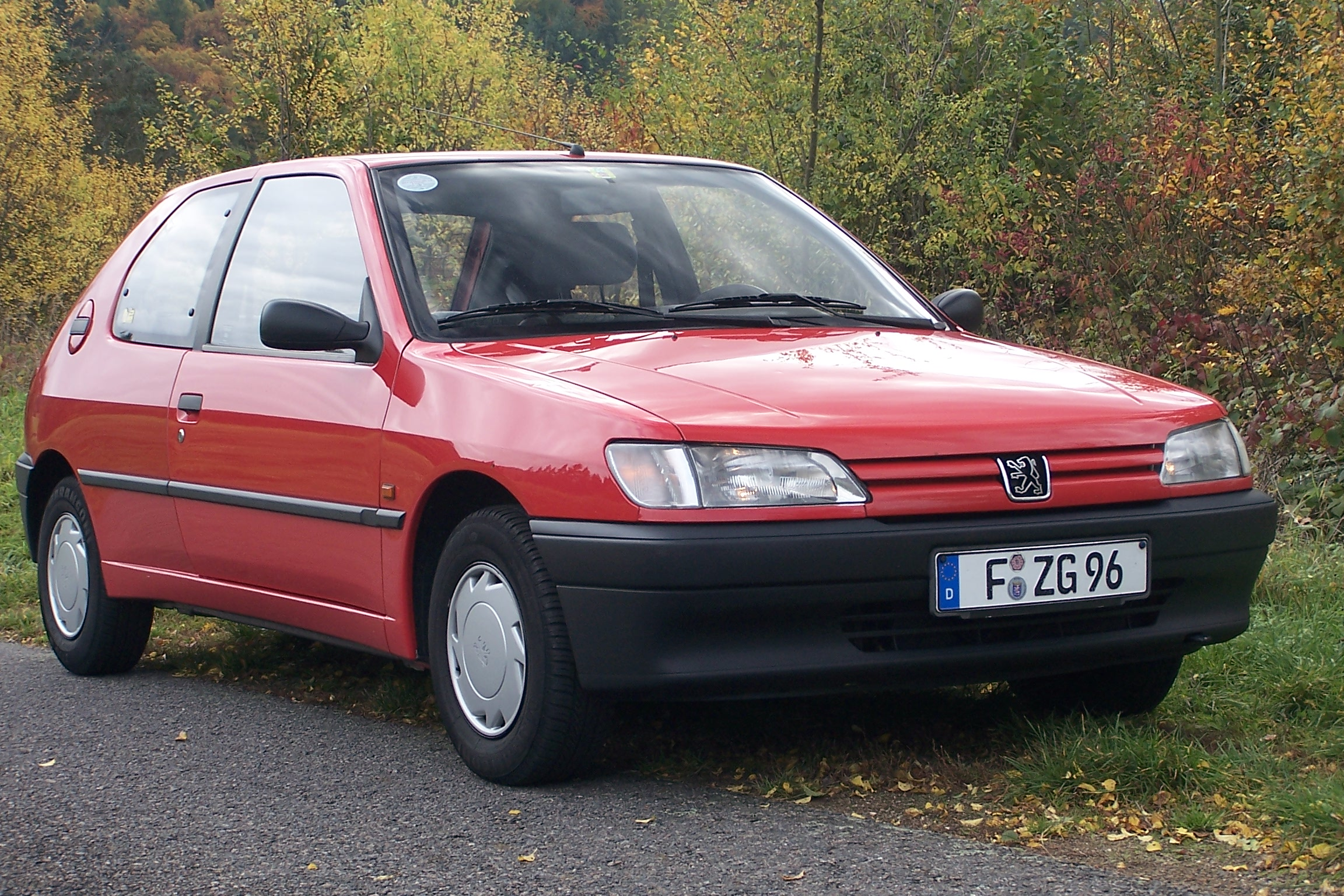
Peugeot 306
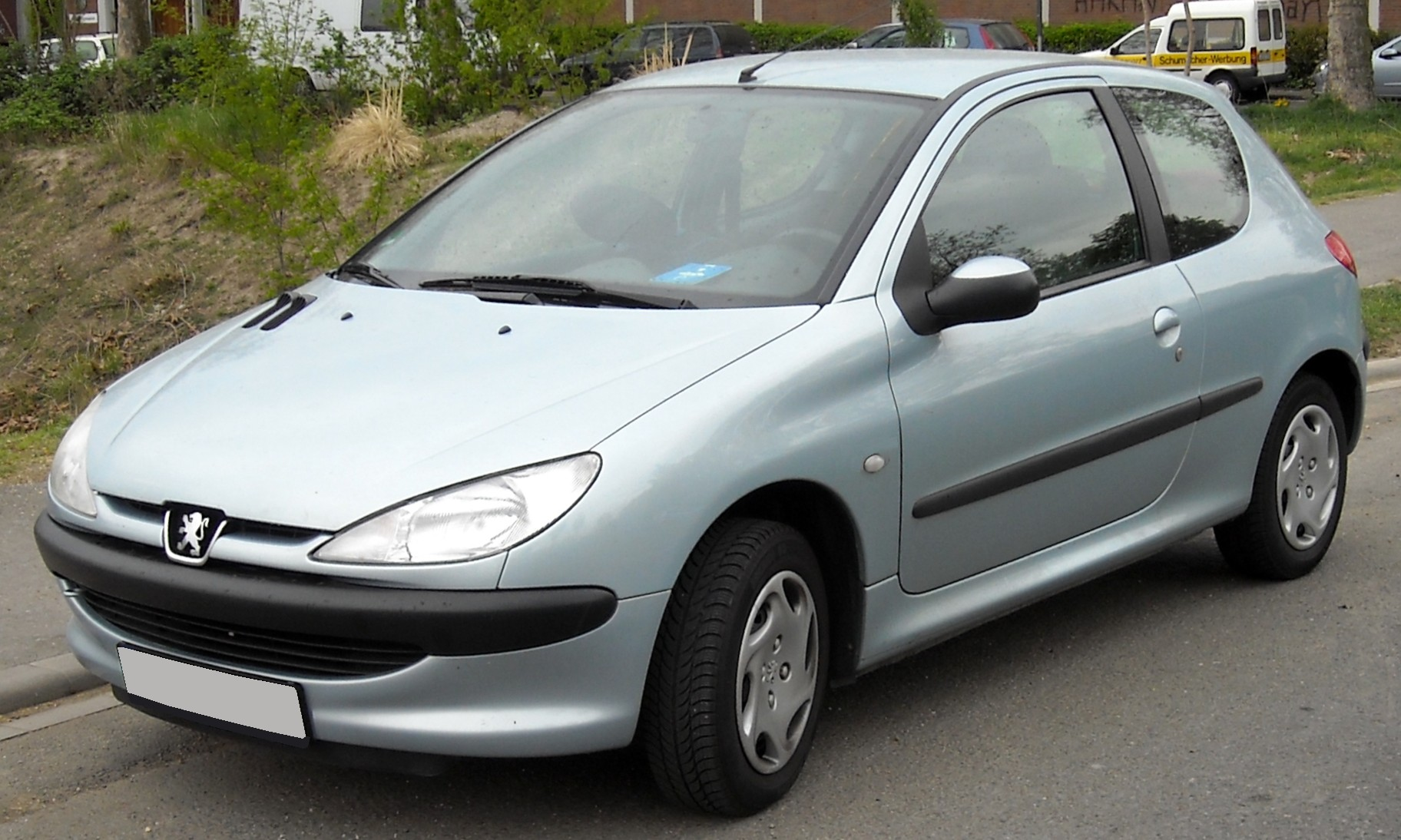
Peugeot 206

## Coventry City Football Club
Die Akademie des Fußballclubs Coventry City, die Sky Blues Lodge, liegt in der Leamington Road im Ort.